# Axel Herzog
Axel Herzog (* 1. August 1944 in Bergzabern; † 29. Juni 2010 in Saarbrücken) war ein deutscher Autor.

## Leben und Wirken
Nach einem Studium der Germanistik und Geschichte war Herzog bei der Bundesanstalt für Arbeit beschäftigt. 1981 wurde Axel Herzog wegen eines Augenleidens, das zur Erblindung führte, in den vorzeitigen Ruhestand versetzt. Mittels einer speziellen Sprach- und Vorlesesoftware schrieb und korrigierte er seine Texte selbst. Bei Buchvorstellungen und „Lesungen“ trug er die Texte frei vor. Seit Mitte der 1970er Jahre fertigte er Arbeiten für den Saarländischen Rundfunk – unter anderem von 1991 bis 2000 eine ständige Hörspielreihe. Zeitweise agierte er als freier Mitarbeiter der Saarbrücker Zeitung. Herzog war auch langjähriger Leiter einer Kleinkunstbühne, des Dudweiler Statt-Theater. Herzog litt an dem Refsum-Syndrom, einer degenerativen Erkrankung, die letztendlich zu seinem Tod führte.

## Preise
- 1986 Literaturpreis der Stadt Homburg (Geschichte: Römermuseum Schwarzenacker)
- 1987 Literaturpreis der Stadt Saarbrücken (1 Jahr Tätigkeit als Stadtteilautor)
- 2007 Hans Bernhard Schiff Literaturpreis (Geschichte: Die Anhörung)

## Buchveröffentlichungen
- 1981 Geschichten aus Neandertal (Science-Fiction-Satire)
- 1983 und 2000 Mei Freind de Bernd Teil 1 und 2 (Mundartsatire)
- 1988 Aus Liebe zu Dudweiler (Zusammenfassung aller Beiträge als Stadtteilautor)
- 1997 Hammledd – Die unglaubliche Geschichte einer saarländischen Bergmannsfamilie
- 1998 Lorette und Simon (Abenteuer im Saarland des 13. Jahrhunderts)
- 1999 Manchmol hann ich e besser Drahm (Satirischer Gedichtband)
- 2002 Der drei Euro Roman (Saarland-Krimi-Serie – erscheint seit 2002, bisher 9 Bände)
- 2007 Die Frauen des Pastors (Jubiläumsausgabe der Saarland-Krimi-Serie 10. Band, auch als Hörbuch)
- 2006 Gwennas Schweigen (Historischer Roman über eine Keltenfürstin)
- 2007 Von Romulus zu Romulus (Eine satirische Skizze der römischen Geschichte; auch als Hörbuch)
- 2008 Der Krüppel und das Gift (Psycho-Thriller)

## Theaterstücke
- 1989 Käfer klärt die kloorschde Fäll (Mundartkriminalkomödie)
- 1989 Operation Z (Politsatire)
- 1990 Der Meisterdieb (nach einem Märchen der Gebrüder Grimm)
- 1993 Wenn der Wind weht (nach dem Comic von Raimund Briggs)
- 1996 Die Wahrheit über Dr. Mabuse (Stummfilm-Parodie)
- 1999 Hammledd (inszeniert vom Saarländischen Staatstheater)

## Hörspiele
Die Hörspiele wurden im Saarländischen Rundfunk gesendet.
- Käfer klärt die kloorschde Fäll
- Käfer glaabt mol widder nix
- Käfer kommts japanisch vor
- Käfer schafft ganz praxisnah
- Hugo der Medienzar
- Damenbesuch
- Daviscup in Wolpertal
- Ein dicker Fisch
- Das alte Haus am Dorfeingang
- Wolpertal im Internet
- Ein fairer Deal
- Fenster in der Kirche
- Jahrtausendfehler
- MS "Ur-Wahl"
- Hammledd (auch im Deutschlandfunk)